# 第528維持旅団
 第528維持旅団（特殊作戦）（空挺）（だい528いじりょだん（とくしゅさくせん）（くうてい）、528th Sustainment Brigade (Special Operations) (Airborne)：528th Sustainment Brigade（SO）（A）又は528th SB （SO）（A） ）は、2008年12月16日に、アメリカ陸軍の特殊部隊の兵站支援改革の一環として発足した。旅団は、第1特殊部隊コマンド（空挺）（1st SFC）の指揮下にある全てのアメリカ陸軍特殊作戦コマンド（ARSOF）の部隊に対する戦闘支援業務及び戦闘健康支援業務を実施する部隊として、従来のアメリカ陸軍特殊作戦支援司令部（Special Operations Support Command（Airborne）：SOSCOM）を再編して発足したものである。
アメリカ陸軍野戦マニュアル第4-0号（the U.S. Army Field Manual No. 4-0）によって、旅団は、陸軍特殊部隊の作戦遂行を可能にするために、運用支援条件を設定されている。主な任務は、作戦の都度にカスタマイズされた輸送手段の管理、限定的な空輸手段の管理、陸軍特殊作戦コマンドが独自に有する手術能力、通信能力、軍事情報を管理し、部隊に提供することである。更に作戦によっては、必要な部隊を、その指揮下に編入することもある。旅団は、通常少将によって指揮される第1特殊部隊コマンドの指揮下にあるが、柔軟に運用されており、陸軍特殊作戦コマンドが主導する作戦のための特殊作戦統合任務部隊が編制された場合は、その一部に編入されることもある。現在、旅団は、陸軍特殊作戦コマンドの物流、医療、通信、軍事諜報活動の実施に関する第1特殊部隊コマンドの任務を支援する活動を主に行っている。また旅団は、今後、新たに戦術やドクトリンが開発された場合、それを国際的に展開するための諸活動を実施することも目的とする。

## 教義と任務
第528維持旅団（特殊作戦）（空挺）は、特殊作戦部隊を支援するために編制された。その編制は、世界中に展開する陸軍特殊作戦部隊の兵站支援を実施するために、他に類を見ない稀なものとなっている。旅団は、陸軍特殊作戦部隊の任務遂行が可能になるように、兵站支援の運用条件を設置され、その司令部はノースカロライナ州フォートブラッグに置かれている。また特殊作戦部隊が、戦術的に活動する際は、旅団が実施する支援のみで足りるため、専ら第1特殊部隊コマンドは、戦術的な維持支援の運用に焦点を当てている。陸軍技術集3-05.40（Army Techniques Publication ATP 3-05.40）の「特殊作戦維持（Special Operations Sustainment）」の章では、特殊作戦の維持に関する詳細な記述をしている。
第528維持旅団（特殊作戦）（空挺）は、主に特殊作戦統合任務部隊の兵站本部として展開する。旅団は、陸軍特殊作戦部隊の支援要件を確定し、陸軍支援構成司令部支援計画に掲載し、これに基づいて陸軍特殊作戦部隊への即時的な支援を保証することになる。旅団は、通常の維持旅団が、その支援任務を引き継ぐまでは、作戦地域における通常戦力の効果を最大化するために、他の旅団の戦闘維持支援大隊を指揮することもできる。

## 沿革
第528維持旅団（特殊作戦）（空挺）と、指揮下の大隊は、いずれも歴史を第二次世界大戦まで遡ることができるが、参加する作戦によって様々な編制をとってきた。ここでは、過去75年間の、主なアメリカ陸軍特殊作戦コマンドの支援部隊の変遷を記述する。
- 1942年、第1特殊支援部隊（First Special Service Force（FSSF））として編制
- 1944年、第512空挺通信中隊（512th Airborne Signal Company）に再編
- 1987年、第1特殊作戦コマンド（1st SOCOM）に下記の部隊に分割された上、移管
  - 第528支援大隊（528th Support Battalion）
  - 第112通信大隊（112th Signal Battalion）
- 1990年、アメリカ特殊部隊コマンド（U.S. Special Forces Command）に移管
- 1993年、アメリカ陸軍特殊作戦コマンドに移管
- 2002年、アメリカ陸軍特殊作戦支援司令部（Special Operations Support Command）に再編
- 2008年、第528維持旅団（特殊作戦）（空挺）（528th Sustainment Brigade（Special Operations）（Airborne））に再編
- 2020年現在、4個部隊基幹に組織を再編
  - 特別任務大隊（Special Troops Battalion）
  - 第112通信大隊（112th Signal Battalion）
  - 第389軍事情報大隊（389th Military Intelligence Battalion）
  - 第528支援作戦（528th Support Operations）

## 編制
第528維持旅団（特殊作戦）（空挺）は、旅団本部、支援運用部隊、3個大隊（特別任務大隊、第112特殊作戦通信大隊、第389軍事情報大隊）から編制される。

### 特別任務大隊（Special Troops Battalion）
特別任務大隊（旧第528支援大隊（空挺））は、アメリカ陸軍特殊作戦コマンドに対し、迅速に展開可能な戦闘支援と衛生支援を実施する。主な編制は、以下の通りである。
- 本部中隊（機動装備品支援分遣隊を含む。）
- 特殊作戦衛生分遣隊（4個緊急蘇生外科チーム（ARSTs、正式には特殊作戦外科チーム（SORTs）[7][8]）を含む。）
- 第197特殊部隊支援中隊（テキサス陸軍州兵）
- 第1528前方支援中隊（ウェストバージニア陸軍州兵）

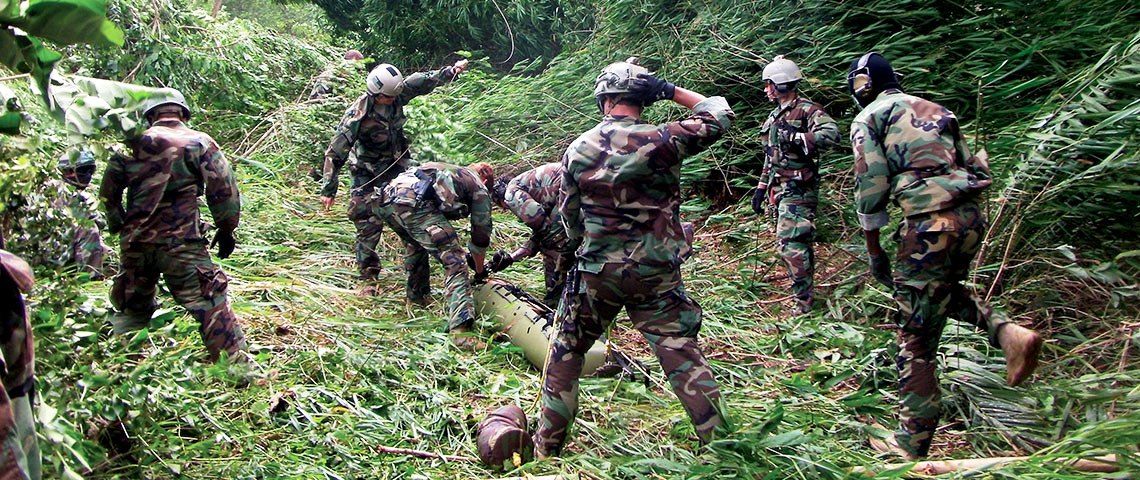
2013年ごろに第10特殊作戦グループ（空挺）とともにジャングル脱出訓練を実施する緊急蘇生外科チーム

### 第112特殊作戦通信大隊（112th Special Operations Signal Battalion）
第112特殊作戦通信大隊は、通信を専門とし、アメリカ陸軍の中でも革新的な電気通信技術を使用し、陸軍特殊作戦統合任務部隊の指揮官に安全な音声通信システム、各種データ、ビデオ通信システムを提供している。大隊による専門的な通信により、アメリカ陸軍特殊作戦コマンドは継続的な、攻撃、移動、通信が可能になる。大隊に配属されている兵士は、空挺資格を持ち、従来の通信部隊では、通常は使用されない膨大な数の独自の通信機器を運用、維持することが可能である。また陸軍特殊作戦コマンドのニーズを満たすために、大隊は独自の編制となっている。
- 本部中隊
- 戦場通信支援中隊（6個の管轄別通信支援分遣隊を含む。）

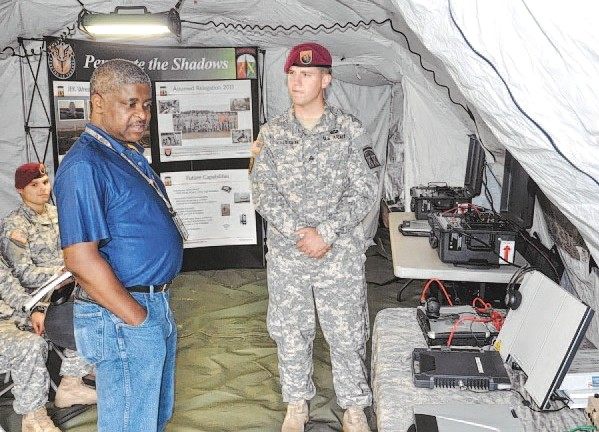
第112特殊作戦通信大隊の軍曹がフォート・ゴードンでの訓練中、特殊作戦部隊の通信に使用されるキット（Node Light Kit）について議論している様子（2013年）

- 3個全般通信中隊

### 第389軍事情報大隊（389th Military Intelligence Battalion）
第389軍事情報大隊は、第1特殊部隊コマンド、その構成部隊、ミッションパートナーを支援するために、多岐にわたる諜報活動の指揮統制を行う。命令に応じて、3個の機動中隊を展開する。特殊作戦統合任務部隊の一部として、諜報活動を展開し、実施する。
- 本部中隊
- 分析支援中隊（機動支援班、5個管轄区域別支援班を含む。）
- 任務支援中隊（処理・搾取・普及（PED）分遣隊、ヒューミント分遣隊、地理空間情報インテリジェンス（GEOINT）分遣隊を含む。）、陸軍特殊作戦コマンドの各部隊に対する特殊作戦シギントを実施する。
- フォート・ゴードン処理・搾取・普及（PED）分遣隊

2015年から2019年半ばまで、大隊は、第1特殊部隊コマンド軍事情報大隊（空挺）という臨時の名称で活動していた。単に利用可能な大隊番号が割り当てられることを避けるため、陸軍省総務局、陸軍軍事史センター、陸軍特殊作戦コマンド歴史局は、大隊の指導部と協力して、陸軍特殊作戦コマンドの軍事情報支援の遺産を反映した、過去の戦時中に名誉ある任務を遂行した軍事情報部隊を検討した。その結果、2019年7月第389軍事情報大隊として、部隊名が割り当てられ、第1特殊部隊コマンドのモットー「行動を照らす！（Illuminate to Action!）」に適う、運用可能な諜報能力を提供することとなった。

### 支援運用部隊（Support Operations）
支援運用部隊は、それぞれの地域別統合軍の本部に組み入れられ、作戦及び訓練の支援を確実なものとするために、戦場に展開する部隊、アメリカ特殊作戦軍及び陸軍特殊作戦コマンドとの間で支援計画の立案調整を担当する。特に展開中の部隊に対しては支援に関する参謀として、その士官や下士官と協力して、戦場特有の条件や必要な支援に関する知識を共有する。常に現場部隊と連携して、支援を実施する。支援運用部隊の編制は、以下の通りである。
- 5個の地域別分遣隊
- 4個分遣隊（現状支援、将来支援、物品管理支援、陸軍特殊作戦コマンド支援）